# 拉兰雅尔杜雅里

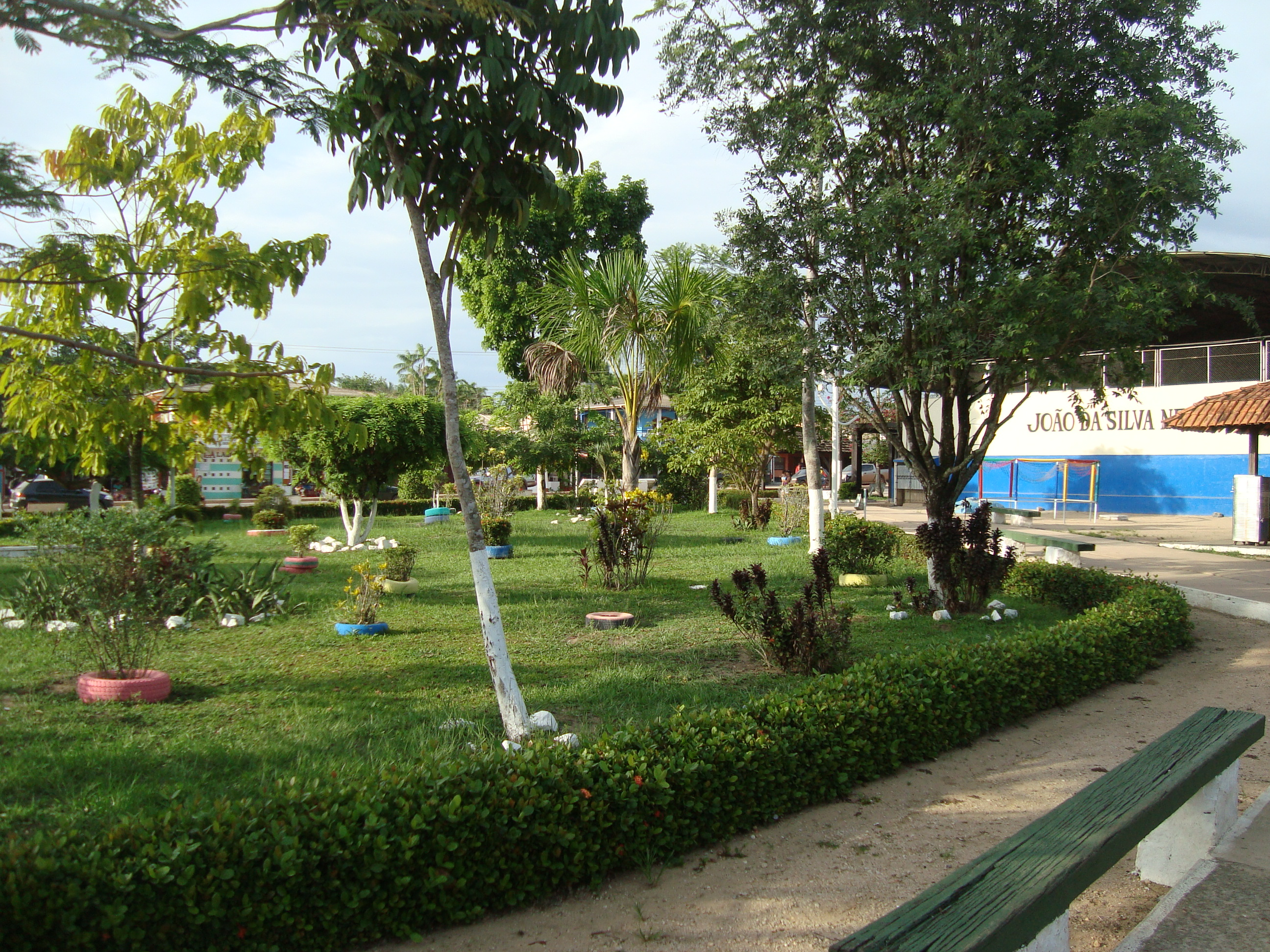
拉蘭雅爾杜雅里

拉兰雅尔杜雅里（葡萄牙语：Laranjal do Jari，意为“雅里的橘园”）是巴西的城鎮，位於該國北部，由阿馬帕州負責管轄，面積41,668平方公里，海拔高度7米，2012年人口39,285，人口密度每平方公里0.94人。